# 明知陣屋
明知陣屋（あけちじんや）は、江戸時代に美濃国恵那郡明知（現在の岐阜県恵那市明智町）にあった旗本の明知遠山氏の陣屋。

## 概要
明知遠山氏の遠山利景は関ヶ原の戦いに際し東軍に参加し、前哨戦の東濃の戦いにおける戦功により、江戸幕府成立後に、6531石の交代寄合(参勤交代をする旗本)となった。
元和元年（1615年）2代目遠山方景の代に江戸幕府の命により、鎌倉時代初期から明知遠山氏の居城であった明知城を廃城にして、明知城西麓の大手門近くに陣屋を築いた。
延宝6年（1678年）5代目の遠山伊清の代に、明知遠山氏は交代寄合ではなくなり、江戸定府の旗本となったため、以後は明知陣屋は村上氏が代官となり版籍奉還に至った。
元治元年（1864年）に描かれた明知陣屋の絵図によると、御門、中御門、南御門、裏御門、御門番所、御役所、御台所、御書院、御土蔵、村上虎五郎御長屋、藤田広助・内田蔵造・松村稚太郎・中村早太・工藤新兵衛・土屋昇・山田小藤次・勝野直兵衛の御長屋、射小屋、木戸口、御用炭倉、御矢場、御池、稲荷社などが配されていた。
陣屋の正面には水堀があり、水堀の土橋を渡ると「御門」と呼ばれてい正門があった。周囲には垣根が巡らされており北辺と東辺には土塁があった。土塁の西端の稲荷社の北西には馬場があった。最奥部には木戸が構えられ手前には的場があった。また近くの「御池」と呼ばれていた池は、江戸時代前期に明知遠山氏の御殿があった頃の庭園の名残と推定されている。
現在の明知陣屋跡地の平地部分は畑地や宅地となっているが、堀や土塁が残されている他、代官であった村上氏の居宅や土蔵、御池と稲荷社が昔のままの姿を留めている。

## 知行所
- 美濃国恵那郡－5,401石5斗6升9合
  - 明知村・高波村・峰山村・馬坂村・落倉村・小杉村・馬木村・門野村・杉平村・野志村・上手向村・久保原村・下手向村・釜屋村・原村・田代村・猿爪村・吉良見村・小泉村・大船村・上田村・大栗村・田良子村・阿妻村・一色村・颪村・柏尾村・岩竹村・安主村・土助村・才坂村・浅谷村・須淵村・野原村の中の（一色村・上切村・上中切村・中切村・下切村・島崎村）
  - ※浅谷村・須淵村・野原村は、現在は愛知県豊田市旭町の一部となっている。
- 美濃国土岐郡－1,130石8斗8升4合
  - 小里村の中の羽広村・山田村の中の曾木村・猿子村の中の一部・戸狩村の一部